# Pride and Fall
I Pride And Fall sono un gruppo musicale Futurepop/EBM Norvegese.

## Discografia
- Nephesh (2003, Dependent/Metropolis)
- Elements of Silence (2006, Dependent/Metropolis/Memento Materia)
- In my Time of Dying (2007, Dependent)